# Польсундсбрун
59°19′13″ пн. ш. 18°02′03″ сх. д. / 59.320225° пн. ш. 18.034175° сх. д.
Польсундсбрун (швед. Pålsundsbron) — міст у центрі Стокгольма, Швеція, через невелику протоку Польсунде, сполучає острів Седермальм з островом Лонггольмен.
Перший міст на цьому місці, і другий через протоку Польсунде, після мосту Лонггольмсбрун, був побудований в 1907 році як дерев'яний міст. 
Його ширина становила 3,8 м, загальна довжина – 56 м та мав вісім прольотів по 7 м, з яких центральний прогін був розкрикривним, який розширював горизонтальний кліренс на 3,7 м. 

В 1947 році дерев’яний міст був замінений однопргінним сталевим арковим мостом, що має завдовжки 52,5 м і ширину 4,5 м. 
Його сталеві арки були використані п'ятьма роками раніше для відливання бетонного аркового Кунгсбруна. 